# كامل سليم البابا

«رتبة العلم أعلى الرتب» - نموذج من أعمال كامل سليم البابا - 1400 هـ.

كامل سليم البابا (1905 - 1991) خطاط لبناني.

## سيرته
ولد كامل سليم البابا في صيدا عام 1905 (1323 هـ). درس الخط العربي في بيروت على يد والده الشيخ سليم البابا، وهو أستاذ الخط العربي والأدب العربي في المدرسة السلطانية ودار المعلمين. ثم نجيب هواويني خطاط ملك مصر. درِّس الخط وتخرَّج على يديه عدد من الخطاطين اللبنانيين. 
توفي سنة 1991 (1415 هـ). تخرج على يديه عدد من الخطاطين اللبنانيين.

## آثاره
- كتاب «روح الخط العربي» - بيروت: دار لبنان: دار العلم للملايين، 1403 هـ.[1]